# Liste der Stolpersteine in Kall
In der Liste der Stolpersteine in Kall werden jene Gedenksteine aufgeführt, die im Rahmen des Projektes Stolpersteine des Künstlers Gunter Demnig in Kall verlegt wurden. 2011 bildetet sich auf Initiative des Ortsverbandes Kall von Bündnis 90/Die Grünen in Kall der Arbeitskreis Stolpersteine. Nach umfänglichen Recherchen zu Opfern des Holocaust wurden am 31. August 2012 in Kall 23 Stolpersteine in Erinnerung an jüdische Opfer des Holocaust eingelassen.

## Verlegte Stolpersteine
| Adresse                        | Name              | Inschrift | Verlegedatum  | Bild | Anmerkung |
| ------------------------------ | ----------------- | --- | ------------- | ---- | --- |
| Gemünder Str. 9 (Standort)     | Esther Bergstein  | Hier wohnte Esther Bergstein Jg. 1904 Ausgewiesen 1938 Polen Ermordet im besetzten Polen                                                           | 31. Aug. 2012 |      | Die taubstumme Esther Bergstein war am 18. Februar 1904 in Bulzowsce (Polen) geboren worden. Sie lebte in Kall bei ihrer Cousine Lea Fernbach, geborene Frenkel, der Ehefrau des Rabbiners und Volksschullehrers Moses Fernbach. Mit ihnen und deren Familie war Esther am 22. September 1938 von Schleiden nach Kall in die Gemünder Str. 7 gezogen. Fernbach sollte dort eine neue Schule für die im Kreis Schleiden noch lebenden, aber als Folge der laufenden Deportationen und Verhaftungen stetig geringer werdende Zahl an jüdischen Kinder einrichten. Bis zum 30. September 1940 erfolgte hier in einem Raum der Unterricht, bevor Familie Fernbach nach Berlin verzog. Während Fernbach nach dem Zweiten Weltkrieg mithalf, die jüdische Gemeinde in Berlin wieder aufzubauen und später mit seiner Familie nach Palästina weiterzog, wurde Esther Bergstein das erste Opfer des Holocaust in Kall. Mit 12000 bis 17000 polnischen Juden die teils schon seit Jahren in Deutschland lebten wurde sie am 28. Oktober 1938 nach Polen ausgewiesen, dort fand sie später auch den Tod. |
| Gemünder Str. 9 (Standort)     | Isaak Katz        | Hier wohnte Isaak Katz Jg. 1878 deportiert 1942 Richtung Osten Schicksal unbekannt                                                                 | 31. Aug. 2012 |      | Isaak Katz, geboren am 15. April 1876 in Kall, war der älteste Sohn des Metzgers Abraham Ruben Katz (geboren am 3. Januar 1826; gestorben am 29. Oktober 1911) und dessen Ehefrau Sibilla Katz, geborene Horn (geboren am 14. April 1847; gestorben am 5. Januar 1921). Von Stand Viehhändler wurde Isaak Katz am 30. April 1941 gemeinsam mit seiner Frau Jenny Katz, geborene Wolf und dem 28-jährigen Sohn Richard in das Sammellager Haus Risa in Mechernich-Kalenberg eingewiesen. Von dort wurden sie am 21. März 1942 mit unbekanntem Ziel deportiert. Todesort und -Datum sind nicht überliefert. |
| Gemünder Str. 9 (Standort)     | Jenny Katz        | Hier wohnte Jenny Katz geb. Wolf Jg. 1880 deportiert 1942 Richtung Osten Schicksal unbekannt                                                       | 31. Aug. 2012 |      | Jenny Katz geborene Wolf, geboren am 2. Mai 1880 in Gemünd, war die Tochter des Süßmann Wolf und dessen Ehefrau, Regina Wolf, geborene Kaufmann. Über ihren weiteren Verbleib nach der gemeinschaftlichen Deportation mit ihrem Mann am 21. März 1942 ist bislang nichts bekannt. |
| Gemünder Str. 9 (Standort)     | Karola Rosenbaum  | Hier wohnte Karola Rosenbaum geb. Katz Jg. 1908 deportiert 1941 ermordet in Lodz                                                                   | 31. Aug. 2012 |      | Karola Rosenbaum, geborene Katz, geboren am 11. Oktober 1906, war die Tochter des Viehhändlers Isaak Katz und dessen Ehefrau Jenny Katz, geborene Wolf. Die als Hausgehilfin tätige Karola wohnte zunächst bis zum 15. Januar 1938 im elterlichen Haushalt in Kall, bevor sie sich nach Köln abmeldete. Ein Jahr darauf heiratete sie am 25. Januar 1939 in Kall den Schleidener Ernst Rosenbaum. Karola verzog am 18. Juni 1940 erneut nach Köln. Ihre neue Anschrift: Horst-Wessel-Platz 14, der vormalige und nachmalige Rathenauplatz, vis-á-vis der Synagoge an der Roonstraße. Bereits ein halbes Jahr vor ihren Eltern wurde sie von dem Außenlager des KZ Buchenwald in der Kölner Messe am 30. Oktober 1941 nach Litzmannstadt deportiert, wo sie vermutlich auch umkam. |
| Gemünder Str. 9 (Standort)     | Richard Katz      | Hier wohnte Richard Katz Jg. 1912 deportiert 1942 Majdanek ermordet 25.7.1942                                                                      | 31. Aug. 2012 |      | Richard Katz, geboren am 1. Juni 1912 in Kall, war vorn Beruf Lagerist. Von 1934 bis 1939 lebte er in Köln, nach dem er ebenfalls unweit der Synagoge eine Wohnung nahm. Nach Kall zu seinen Eltern zurückgekehrt, wurde er mit diesen zunächst vom 30. April 1941 bis zur Deportation am 21. März 1942 im Sammellager Haus Risa interniert. Sein Tod im KZ Majdanek (Lublin) ist für den 25. Juli 1942 belegt. |
| Aachener Str. 14–16 (Standort) | Siegfried Katz    | Hier wohnte Siegfried Katz Jg. 1889 interniert 1941 Zwangsarbeitslager Aachen deportiert 1942 Riga ermordet 1942                                   | 31. Aug. 2012 |      | Siegfried Katz, geboren am 3. Juni 1889 in Kall, war der jüngere Bruder von Issak Katz. Wie sein Vater Abraham Ruben Katz übte Siegfried das Metzgerhandwerk aus. Als Teilnehmer des Ersten Weltkriegs (Flandern), wurde er mit dem Eisernen Kreuz ausgezeichnet. Im Alter von 48 Jahren heiratete er erst am 9. August 1937, bereits während der Zeit des Nationalsozialismus Johanna Katz aus Blumenthal. Siegfried Katz gehörte durchaus zu den wohlhabenderen Bürgern jüdischen Glaubens der Region, woraus auch seine Festnahme während des Novemberpogroms vom 9. auf den 10. November 1938 und seine – gemeinschaftlich mit weiteren Kaller Juden – Einlieferung in das KZ Sachsenhausen resultierte. Noch vor seiner Rückkehr nach Kall am 5. Dezember 1938 bemühte sich sein in Luxemburg als Likörfabrikant lebender Bruder Karl am 17. November um eine Einreisegenehmigung für seine Schwester Rosa Roer, den Bruder Isaak Katz, dessen Frau Jenny und zwei Kinder, einen in Erkelenz lebenden Bruder nebst Familie, die Schwester Karoline Roer und seinen Schwager Isaak Roer, sowie seinen Bruder Siegfried mit seiner Ehefrau Johanna und deren Mutter Julia Katz, geborene Ruhr. Doch lehnte die Luxemburger Fremdenpolizei den Antrag wegen Überfremdungsgefahr ab. Ein modifizierter zweiter Antrag sah nur noch die Einreise seiner Schwestern und des Schwagers Isaak Roer vor, während die Brüder beabsichtigten nach Argentinien zu emigrieren. Nachdem der Familie zunehmend die Lebensgrundlage entzogen war, zog sie in Vorbereitung der Auswanderung nach Übersee in das Nachbarhaus Im Sträßchen 7. Zugleich ließ man Umzugskisten anfertigen, die zu Not-Möbeln umgenutzt werden konnten, doch unterblieb schließlich die Einreisegenehmigung nach Argentinien. Siegfried Katz, seine Ehefrau und die Schwiegermutter wurden am 30. April 1941 im Sammellager Haus Risa interniert. Siegfrieds weiterer Weg sah eine Verlegung in das Arbeitslager Walheim vor, über das die Gestapo die Aufsicht führte. Im November 1941 erfolgte von dort die Verlegung der Lagerinsassen in die Rhenaniastraße nach Stolberg, auf ein von der Kali-Chemie in Pacht genommenes Lager. Siegfried Katz wurde ausweislich seiner Meldekarte am 8. Dezember nach Stolberg überwiesen. Bis zum 15. Juni 1942 erfolgte die Räumung des Lagers in Stolberg, durch Deportation in die Vernichtungslager im Osten. Siegfried Katz starb vermutlich 1942 in Riga, wohin auch weitere aus Stolberg deportierte gelangten. |
| Aachener Str. 14–16 (Standort) | Johanna Katz      | Hier wohnte Johanna Katz geb. Katz Jg. 1903 interniert 1942 Zwangsarbeitslager Jülich Schicksal unbekannt                                          | 31. Aug. 2012 |      | Johanna Katz, geboren am 2. August 1903 in Blumenthal, war die Tochter des Metzgers Karl Katz und dessen Ehefrau Julia Katz, geborene Ruhr. Gemeinschaftlich mit ihrem Mann und ihrer Mutter wurde sie am 30. April 1941 zunächst im Sammellager Haus Risa untergebracht. Nach elf Monaten gelangte sie am 31. März 1942 mit ihrer Mutter in das Lager Kirchberg bei Jülich, eine ehemalige Fabrikantenvilla. Noch im selben Jahr erfolgte die Deportation. Ort und Zeitpunkt ihres Todes sind nicht bekannt. |
| Aachener Str. 14–16 (Standort) | Julia Katz        | Hier wohnte Julia Katz geb. Ruhr Jg. 1867 interniert 1942 Zwangsarbeitslager Jülich Schicksal unbekannt                                            | 31. Aug. 2012 |      | Julia Katz, geboren am 17. November 1867 in Sötenich, war die Tochter des Michael Jakob Ruhr und dessen Ehefrau Sara Ruhr, geborene Dublon. Gemeinsam mit ihrer Tochter und ihrem Schwiegersohn gelangte sie zunächst in das Lager Haus Risa und von dort nach Kirchberg. Weder Deportationsjahr oder -ziel, noch Ort und Zeitpunkt ihrer Todes sind bekannt. |
| Aachener Str. 14–16 (Standort) | Isaak Roer        | Hier wohnte Isaak Roer Jg. 1879 Flucht 1939 Luxemburg interniert Kloster Fünfbrunnen deportiert 1942 Theresienstadt Tot 3.3.1943                   | 31. Aug. 2012 |      | Isaak Roer, geboren am 2. November 1879, war wie sein Vater Metzger, in Gemeinschaft mit einem Bruder betrieb er die väterliche Metzgerei in Rölsdorf fort. Am 21. Mai 1916 heiratete er in Kall Karoline Katz (geboren am 23. November 1874 in Kall, als Tochter des Abraham Ruben Katz und dessen Ehefrau Sibylla Katz, geborene Horn, gestorben am 10. März 1939 im israelitischen Asyl in Köln-Ehrenfeld). Nach dem Antrag des in Luxemburg lebenden Bruders von Karoline auf eine Einreisegenehmigung nach dort, war sie am 21. Dezember 1938 für Isaak Roer und seine Ehefrau sowie die Schwester Rosa Katz genehmigt worden. Karoline Roer starb vor der Ausreise, am 10. März 1941 so das nur Rosa Katz und ihr Schwager Isaak Roer am 14. April 1939 im benachbarten Luxemburg eintrafen. Rosas Bruder hatte für sie ein Haus in Nospelt erworben, die örtlichen Behörden bestanden aber anfangs auf einem Verbleib in Bad Mondorf, erst am 8. Januar 1940 erging die Erlaubnis seitens des Luxemburgischen Justizministeriums zum Bezug des Nospelter Hauses. Nach der Besetzung Luxemburgs durch die Wehrmacht entstanden auch dort Sammellager, so im vormaligen Kloster Fünfbrunnen bei Troisvierges. Dorthin wurden Rosa Katz und Isaak Roer am 20. November 1941 überführt. Am 3. Juli 1942 heiratete Isaak Roer in Strassen seine Schwägerin Rosa Katz, ehe sie am 28. Juli mit anderen Insassen aus dem stetig angewachsenen Lager Fünfbrunnen mach Theresienstadt deportiert wurden. Dort stirbt Isaak Roer am 3. März 1943 an einer Lungenentzündung. |
| Aachener Str. 14–16 (Standort) | Rosalia Roer      | Hier wohnte Rosalia Roer geb. Katz Jg. 1878 Flucht 1939 Luxemburg interniert Kloster Fünfbrunnen deportiert 1942 Theresienstadt befreit / überlebt | 31. Aug. 2012 |      | Rosa Katz, geboren am 10. März 1878 in Kall, war eine Schwester von Isaak, Siegfried und Rosa Katz. Mit ihrem Schwager und späteren Ehemann Isaak Roer gelangte Rosa 1942 nach Theresienstadt. Sie überlebte. Mit 26 Luxemburger Juden kann sie am 12. Juni 1945 das Lager verlassen. Bereits in Bamberg wird ihre Rückreise durch einen Luxemburger Verbindungsoffizier unterbrochen. Wer aus dem Dritten Reich stammt, solle dort bleiben. Erst nach vier Wochen erhält sie neuerlich eine Einreisegenehmigung nach Luxemburg. Dort angekommen gibt sie an, nach Amerika weiterreisen zu wollen, wenn sie ihre Verwandten wiedergefunden hat. Doch sie war die einzige Überlebende. Die von ihr nach dem Zweiten Weltkrieg angestrengten und erst 1955 zum Abschluss gekommenen Wiedergutmachungsverfahren führten sie mehrmals nach Kall. Sie lebte zuletzt in dem Altenheim „La Belle Vallée“ in Luxemburg. Ihr Vermögen ging nach ihrem Ableben, sie starb am 25. Oktober 1964, an die „Foundation Roer-Katz“, die heute das kleine Altenheim trägt. |
| Aachener Str. 26 (Standort)    | Hedwig Nolting    | Hier wohnte Hedwig Nolting geb. Nathan Jg. 1892 deportiert 1942 ermordet in Majdanek                                                               | 31. Aug. 2012 |      | Hedwig Nolting, geboren am 11. März 1892 in Kall, war die Tochter von Nathan Nathan (geboren am 13. Oktober 1845; gestorben am 28. April 1911) und dessen Ehefrau Fanni Nathan, geborene Frank (geboren am 21. Oktober 1853 in Osheim?; gestorben am 7. Januar 1935 in Kall). Aus ihrer am 1. April 1914 mit dem evangelischen Händler Karl Nolting geschlossenen Ehe gingen fünf Kinder hervor: Ella, Norbert, Hildegard, Ruth und Esther. Als letztere ein Jahr alt war, verließ Karl Nolting 1925 seine Familie, während der Zeit des Nationalsozialismus wurde ihre Ehe schließlich am 26. August 1939 geschieden. Gemeinsam mit ihrem Sohn Norbert verzog Hedwig Nolting am 15. März 1939 nach Köln-Ehrenfeld in die Hansemannstr. 44. Ihre Deportation nach Majdanek/Lublin ist für den 15. Juli 1942 dokumentiert. Karl Nolting suchte nach dem Zweiten Weltkrieg weder zu seinen überlebenden Töchtern Esther und Hildegard, noch seinem in Deutschland lebenden Enkel Wilhelm, dem Sohn von Ella Nolting Kontakt. |
| Aachener Str. 26 (Standort)    | Ella Nolting      | Hier wohnte Ella Nolting Jg. 1916 verhaftet 1943 Bergen-Belsen 1945 Arbeitslager Raguhn deportiert 1945 Theresienstadt ermordet 3.5.1945           | 31. Aug. 2012 |      | Ella Nolting, geboren am 3. November 1916 in Kall, als älteste Tochter von Karl Nolting und Hedwig Nolting, geborene Nathan. Sie galt, da sie nicht im jüdischen Glauben erzogen wurde als Halbjüdin. Es hätte hierzu einer Bescheinigung ihres Lehrers in Kall, an der evangelischen Volksschule bedurft. Doch dieser, unmittelbar nach der Machtergreifung den Schulunterricht in SA-Uniform abhaltend, weigerte sich diese auszustellen. 16-jährig verzog Ella am 11. November 1932 nach Köln, wechselte in der Folge aber wiederholt ihre Wohnungen, so zog sie 1936 nach Düsseldorf und 1938 zurück nach Köln, wo sie noch weitere Male umzog. Während ihrer Odyssee durch Köln bringt sie drei Kinder zur Welt: den Sohn Emil Wilhelm, der am 17. Mai 1940 als Frühgeburt noch am selben Tag sterben sollte, die Tochter Hilde, die am 16. Juni 1942 nach nur einem Tag an angeborener Lebensschwäche stirbt und am 26. November 1943 ihren bereits genannten Sohn Wilhelm. Während sie 1940 in der Kölner Neustadt, Lindenstr. 77 lebt und 1942 dort in der Lützowstr. 9 und beide Male ihre Religion mit evangelisch angegeben wurde, lebte sie 1943 im Lager Müngersdorf. Ihre Religionszugehörigkeit wird nun mit evangelisch, früher jüdisch vermerkt. Wilhelm heiratet 1969 in Berlin und stirbt 2010 in Eschwege. Seine Mutter hingegen wird 1943 von Müngersdorf nach Bergen-Belsen deportiert. Ihr weiterer Weg führt sie am 7. Februar 1945 in das Arbeitslager Raguhn, wo jüdische Frauen als Häftlinge Zwangsarbeit für die Junkers Flugzeug- und Motorenwerke leisten müssen. Zwei Monate darauf, am 19. April 1945 erfolgt von dort ihre Verlegung in das Ghetto Theresienstadt, wo sie am 3. Mai 1945 stirbt. |
| Aachener Str. 26 (Standort)    | Norbert Nolting   | Hier wohnte Norbert Nolting Jg. 1918 deportiert 1941 Riga ermordet März 1942                                                                       | 31. Aug. 2012 |      | Norbert Nolting, geboren am 16. Juli 1918 in Kall, war in den Jahren 1935 bis 1937 an verschiedenen Orten beschäftigt, zuletzt als Lehrling in Nideggen. In der Nachfolge der Reichspogromnacht verhaftet, jedoch im weiteren wieder frei gelassen, meldete er sich am 15. März 1939 von Kall gemeinsam mit seiner Mutter nach Köln-Ehrenfeld in die Hansemannstr. 44 ab. Von Deutz aus wurde er schließlich am 7. Dezember 1941 nach Riga deportiert. Dort organisierte er im März 1942 bei Arbeiten außerhalb des Lagers etwas Brot. Als dies bei einer Kontrolle der Lagerwache auffiel, wurde Norbert Nolting eine Stunde darauf in Riga-Salaspils aufgehängt. |
| Aachener Str. 26 (Standort)    | Hildegard Nolting | Hier wohnte Hildegard Nolting Jg. 1920 deportiert 1941 Riga befreit / überlebt                                                                     | 31. Aug. 2012 |      | Hildegard Nolting, geboren am 13. Februar 1920 in Kall, verzog 15-jährig nach Köln, wohin sie sich am 5. August 1935 als Hausangestellte abmeldete. 1941 nach Riga deportiert, verbrachte sie die Folgezeit in verschiedenen Konzentrationslagern. Als ihr Bruder im März 1942 in Riga den Tod durch den Strick fand, war sie im gleichen Ghetto und gezwungen der Hinrichtung beizuwohnen. Hildegard überlebte die Lager, lebte anschließend im Krankenhaus, in Notlagern und auch für einen kurzen Zeitraum im väterlichen Haus. Sie verließ dann Deutschland und zog im April 1948 zu ihrer jüngeren Schwester Esther Künstlicher nach Helsingborg in Schweden, konnte sich aber doch wohl nicht in das jüdische Leben einfinden. Mit dem Ziel Florida, wo Verwandte von Selma Nathan geborene Mayer lebten, wanderte sie im Herbst 1950 in die Vereinigten Staaten ein. Nach ihrer dortigen Heirat führte sie den Familiennamen Schmertz. Deutschland sah sie nie wieder, wohl aber besuchte sie ihre Schwester Esther Künstlicher. Hildegard Nolting starb im Februar 2013, wenige Tage vor ihrem 93. Geburtstag. |
| Aachener Str. 26 (Standort)    | Ruth Nolting      | Hier wohnte Ruth Nolting Jg. 1922 deportiert 1942 Zwangsarbeitslager Trawniki ermordet                                                             | 31. Aug. 2012 |      | Ruth Nolting, geboren am 9. Juli 1922 in Mechernich, wohnte vorübergehend in Bonn, Düsseldorf und Köln, bevor sie 1942 von Berlin aus in das Zwangsarbeitslager Trawniki deportiert wurde. Todesort- und Zeitpunkt sind unbekannt. |
| Aachener Str. 26 (Standort)    | Esther Nolting    | Hier wohnte Esther Nolting Jg. 1924 Flucht 1939 Dänemark Schweden überlebt                                                                         | 31. Aug. 2012 |      | Esther Nolting, geboren am 20. März 1924 in Kall, war die jüngste Tochter von Karl Nolting und Hedwig Nolting, geborene Nathan. 14-jährig verließ sie ihr Kaller Elternhaus um in Köln in einem jüdischen Jugendheim zu arbeiten. Auf Vermittlung einer jüdischen Jugendbewegung gelangte sie noch vor dem Beginn des Zweiten Weltkriegs nach Dänemark auf einen Bauernhof. Während der dänischen Rettungsaktion gelang es auch Esther Nolting 1943 nach Schweden zu flüchten. Dort lernte sie den ebenfalls emigrierten aus Frankfurt am Main gebürtigen Erich Künstlicher (gestorben am 14. März 2002) kennen, den sie später heiratete und mit ihm zwei Kinder bekam. Die in Schweden lebende Esther Künstlicher kehrte mehrmals nach dem Zweiten Weltkrieg nach Kall zurück. |
| Aachener Str. 28 (Standort)    | Julia Levy        | Hier wohnte Julia Levy geb. Nathan Jg. 1897 deportiert 1941 Lodz ermordet 7.5.1942 Chelmno                                                         | 31. Aug. 2012 |      | Julia Levy, geboren am 12. Oktober 1897 in Kall, als Tochter des Nathan Nathan und dessen Ehefrau Jeanette Nathan, geborene Heß (geboren am 12. Februar 1865; gestorben am 3. Januar 1930) war verheiratet mit Leopold Levy (geboren am 1. Juni 1894; gestorben am 7. April 1930). Nachdem sie am 19. Mai 1937 ihrem Sohn Erich nach Köln nachgezogen war, wechselte sie dort nochmals die Wohnung, ehe sie am 22. Oktober 1941 nach Litzmannstadt deportiert und ein halbes Jahr darauf am 7. Mai 1942 im Vernichtungslager Kulmhof ermordet wurde. |
| Aachener Str. 28 (Standort)    | Erich Levy        | Hier wohnte Erich Levy Jg. 1925 deportiert 1941 Lodz ermordet 7.5.1942 Chelmno                                                                     | 31. Aug. 2012 |      | Erich Levy, geboren am 18. Juni 1925 in Kall, als Sohn von Leopold Levy und Julia Levy, geborene Nathan, lebte seit dem 17. Oktober 1936 das jüdische Kinderheim in der Lützowstraße in der Kölner Neustadt. Er begann dort eine Ausbildung als Kellner und war während dieser Zeit bei seiner unweit in der Lochnerstr. 11 wohnenden Mutter gemeldet. Mit dieser gemeinsam erfolgte am 22. Oktober 1941 seine Deportation nach Litzmannstadt und die Tötung in Kulmhof. |
| Aachener Str. 30 (Standort)    | Norbert Nathan    | Hier wohnte Norbert Nathan Jg. 1901 deportiert 1942 Izbica ermordet 21.3.1942                                                                      | 31. Aug. 2012 |      | Norbert Nathan, geboren am 13. Februar 1901 in Kall, war ein Bruder von Julia Levy geb. Nathan. Der Kleintierhändler heiratete am 23. Dezember 1924 in Koenen Selma Mayer. Norbert und Selma Nathan wurden am 30. April 1941 zunächst in das Sammellager Haus Risa verbracht. Von dort erfolgte die Deportation von Norbert Nathan in das Ghetto Izbica, am 21. März 1942 wurde er dort ermordet. |
| Aachener Str. 30 (Standort)    | Selma Nathan      | Hier wohnte Selma Nathan geb. Mayer Jg. 1895 deportiert 1942 Izbica ermordet                                                                       | 31. Aug. 2012 |      | Selma Nathan, geboren am 16. September 1895 in Koenen, war die Tochter von Victor Mayer und Fanny Mayer, geborene Mirkel. Vor ihrer Heirat mit Norbert Nathan bekam sie 1916 bereits den Sohn Adolf, der 1936/37 in die Vereinigten Staaten emigrieren konnte und dort 1951 heiratete. Zuletzt lebte er in New York. Selma Nathan wurde am 21. März 1942 ebenfalls nach Izbica deportiert. Todesort- und Zeitpunkt sind nicht bekannt. Nach Aussage von Zeugen fiel es dem Ehepaar Nathan sichtlich schwer, den Lastwagens zu besteigen, der sie 1941 in das Sammellager Haus Risa deportierte. Woraufhin sie Begleitpersonal samt ihren Habseligkeiten, die sie mitnehmen durften, auf die Ladefläche warf. |
| Auf dem Büchel 22 (Standort)   | Selma Vohs        | Hier wohnte Selma Vohs Jg. 1896 deportiert 1942 ermordet in Zamosc                                                                                 | 31. Aug. 2012 |      | Selma Vohs (auch Voß), geborene Joel, geboren am 3. März 1896 in Weilburg, war die Tochter des Kaufmannes Samuel Joel und Jette Joel geborene Levi, hatte am 12. Februar 1922 in Weilburg Otto Vohs (Voß), geboren am 13. März 1894 in Kall als Sohn der Karoline Vohs (geboren am 14. Mai 1863; gestorben am 27. Mai 1922) geheiratet. Otto Vohs betätigte sich nach seiner Teilnahme am Ersten Weltkrieg als Hausierer und zuletzt bis 1941 als Gemeindearbeiter, nach seiner Sterbeurkunde war er Erdarbeiter. Jährlich am Heldengedenktag zog er mit anderen Kallern an das Eiserne Kreuz in der Gemünder Straße, ein Kriegerdenkmal, das zu Ehren der Teilnehmer und Gefallenen des Deutsch-Französischen Krieges von 1870/71 angelegt worden war, bis SA-Angehörige ihm eine Teilnahme untersagten. Mit weiteren Kaller Juden wurden Selma und Otto dann am 30. April 1941 in das Sammellager Haus Risa verbracht. Während Otto am 21. September 1941 im Israelitischen Aysl in Köln-Ehrenfeld an einer Darmblutung stirbt, wurde seine Witwe Selma mit ihrer gemeinsamen Tochter Gisela Karoline am 21. März 1942 nach Zamość deportiert. Ihr weiteres Schicksal ist nicht bekannt. Ihr Haus in Kall wurde nach dem Zweiten Weltkrieg abgerissen. |
| Auf dem Büchel 22 (Standort)   | Gisela Vohs       | Hier wohnte Gisela Vohs Jg. 1925 deportiert 1942 ermordet in Zamosc                                                                                | 31. Aug. 2012 |      | Gisela Karoline Vohs, geboren am 8. April 1925 in Kall, meldete sich am 20. November 1939 nach Altona-Blankenese ab, von wo aus sie mit ihrer Freundin Susanne Fernbach, einer Tochter des Rabbiners Moses Fernbach, nach Palästina emigrieren wollte. Doch wurde ihr dort die Schiffspassage verweigert, weil ein Dokument fehlte. Nach dem ihr Vater im September 1941 gestorben war, kehrte sie am 4. Dezember 1941 zurück zu ihrer Mutter in das Haus Risa. Mit dieser am 21. März 1942 nach Zamość deportiert, ist auch ihr weiterer Verbleib unbekannt. |
| Aachener Str. 65 (Standort)    | Hermann Nathan    | Hier wohnte Hermann Nathan Jg. 1893 deportiert 1942 Trawniki ermordet 1942                                                                         | 31. Aug. 2012 |      | Hermann Nathan, geboren am 29. Juni 1893 in Heimbach, als Sohn des Metzgers Moses Nathan und Julia Nathan geborene Meier lebte als unverheirateter Kriegsinvalide (Beinamputierter) des Ersten Weltkriegs seit dem Tod seiner Mutter im Jahr 1932 im Barbara-Kloster in Kall, an der nach 1933 Adolf-Hitler-Straße genannten Aachener Straße. Von dort wurde er zunächst am 30. April 1941 im Haus Risa interniert, ehe er am 13. September desselben Jahres nach Berlin-Weißensee verbracht wurde, wo sich auf dem Gelände einer ehemaligen jüdischen Arbeiterkolonie ein Altersheim für jüdische Schwachsinnige befand. Seine Deportation in das Zwangsarbeitslager Trawniki, wo er wohl auch ermordet wurde, ist für den 2. April 1942 belegt. |